# Nitrozamin
Nitrozamini su hemijska jedinjenja sa hemijskom strukturom . Većina ovih jedinjenja je kancerogena.

## Upotreba
Nitrozamini se koriste u prozvodnji pojedinih kozmetičkih proizvoda, pesticida, i većine gimenih proizvoda.

## Zastupljenost
Nitrozamin se javlja u lateks proizvodima kao što su baloni, i u mnogim tipovima hrane i drugim potrošnim materijalima. Za nitrozamine iz kondoma se smatra da nemaju znatnu toksičnost.
U hrani, nitrozamini se formiraju iz nitrita i sekundarnih amina, do čega često dolazi u obliku proteina. Do njihovog formiranja može doći samo pod određenim uslovima, uključujući jako kisele uslove kao na primer u ljudskom želudcu. Visoke temperature, kao prilikom prženja, takođe mogu da uvećaju stepen formiranja nitrozamina. Prisustvo nitrozamina se može identifikovati putem Libermanove nitrozo reakcija.